# Desa Hegarmanah (administrativ by i Indonesien, Jawa Barat, lat -6,92, long 106,81)
Desa Hegarmanah är en administrativ by i Indonesien.   Den ligger i provinsen Jawa Barat, i den västra delen av landet, 80 km söder om huvudstaden Jakarta.